# Elecciones municipales de Piura de 1989
Las elecciones municipales de Piura de 1989 se llevaron a cabo el 12 de noviembre de 1989 para elegir al alcalde y al Concejo Provincial de Piura para el periodo 1990-1992. La elección se celebró simultáneamente con elecciones municipales en todo el país.

## Sistema electoral
La Municipalidad Provincial de Piura es el órgano administrativo y de gobierno de la provincia de Piura. Está compuesta por el alcalde y el Concejo Provincial.
La votación del alcalde y el concejo se realiza en base al sufragio universal, que comprende a todos los ciudadanos nacionales mayores de dieciocho años, empadronados y residentes en la provincia de Piura y en pleno goce de sus derechos políticos, así como a los ciudadanos no nacionales residentes y empadronados en la provincia de Piura.
El Concejo Provincial de Piura está compuesto por 19 regidores elegidos por sufragio directo para un período de tres (3) años, en forma conjunta con la elección del alcalde (quien lo preside) La votación es por lista cerrada y bloqueada. Se asigna a la lista ganadora los escaños según el método d'Hondt o la mitad más uno, lo que más le favorezca. Es elegido como alcalde el candidato que ocupe el primer lugar de la lista que haya obtenido la más alta votación.

## Composición del Concejo Provincial de Piura
La siguiente tabla muestra la composición del Concejo Provincial de Piura antes de las elecciones.
| Partidos | Partidos                  | Regidores |
| -------- | ------------------------- | --------- |
|          | Partido Aprista Peruano   | 11        |
|          | Izquierda Unida           | 6         |
|          | Partido Popular Cristiano | 2         |

## Partidos y candidatos
A continuación se muestra una lista de los principales partidos y alianzas electorales que participaron en las elecciones:
| Candidatura | Candidatura | Partidos y alianzas | Candidatos | Candidatos               | Ideología                                                        | Resultado previo | Resultado previo | Ref. |
| Candidatura | Candidatura | Partidos y alianzas | Candidatos | Candidatos               | Ideología                                                        | Votos (%)        | Reg.             | Ref. |
| ----------- | ----------- | --- | ---------- | ------------------------ | ---------------------------------------------------------------- | ---------------- | ---------------- | ---- |
|             | APRA        | Lista - Partido Aprista Peruano (APRA) |            | Freddy Aponte Guerrero   | Aprismo                                                          | 54.87%           | 11               |      |
|             | IU          | Lista - Izquierda Unida (IU) – Unión de Izquierda Revolucionaria (UNIR) – Partido Unificado Mariateguista (PUM) – Partido Comunista Peruano (PCP) – Frente Obrero Campesino Estudiantil y Popular (FOCEP) |            | César Rojas Tafur        | Marxismo-leninismo Mariateguismo Socialismo democrático          | 32.66%           | 6                |      |
|             | ASI         | Lista - Acuerdo Socialista de Izquierda (ASI) – Partido Socialista Revolucionario (PSR) – Partido Comunista Revolucionario (PCR) – Movimiento Socialista Peruano (MSP)                                    |            | Robespierre Bayona Amaya | Mariateguismo Socialismo democrático                             | 32.66%           | 6                |      |
|             | FREDEMO     | Lista - Frente Democrático (FREDEMO) – Acción Popular (AP) – Movimiento Libertad (Libertad) – Partido Popular Cristiano (PPC)                                                                             |            | Frank Mc Lauchlan García | Liberalismo económico Humanismo cristiano Conservadurismo social | 12.48%           | 2                |      |
|             | PSP         | Lista - Partido Socialista del Perú (PSP) |            | Alberto Paiva Antón      | Socialismo democrático Mariateguismo                             | Nuevo            | Nuevo            |      |
|             | DC          | Lista - Democracia Cristiana (DC) |            | Norvil Mera Rafael       | Democracia cristiana                                             | Nuevo            | Nuevo            |      |
|             | FNTC        | Lista - Frente Nacional de Trabajadores y Campesinos (FNTC) |            | Hugo Temoche Ruiz        | Nacionalismo de izquierda Tahuantinsuyismo                       | Nuevo            | Nuevo            |      |
|             | IND         | Lista - Lista Independiente Renovación Región Grau |            | Víctor Castro García     | Localismo piurano                                                | Nuevo            | Nuevo            |      |

## Resultados

### Sumario general
| |                                                     |              |              |              |           |           |
| Partidos y coaliciones                                                                                      | Partidos y coaliciones                              | Voto popular | Voto popular | Voto popular | Regidores | Regidores |
| Partidos y coaliciones                                                                                      | Partidos y coaliciones                              | Votos        | %            | ±pp          | Total     | +/−       |
| | Frente Democrático (FREDEMO)1                       | 43,038       | 34.85        | +22.37       | 11        | +9        |
| | Partido Aprista Peruano (APRA)                      | 35,220       | 28.52        | –26.35       | 4         | –7        |
| | Izquierda Unida (IU)                                | 32,252       | 26.12        | –6.54        | 3         | –3        |
| | Acuerdo Socialista de Izquierda (ASI)               | 8,429        | 6.83         | Nuevo        | 1         | +1        |
| | Partido Socialista del Perú (PSP)                   | 1,323        | 1.07         | Nuevo        | 0         | ±0        |
| | Lista Independiente Renovación Región Grau          | 1,306        | 1.06         | n/a          | 0         | ±0        |
| | Democracia Cristiana (DC)                           | 992          | 0.80         | Nuevo        | 0         | ±0        |
| | Frente Nacional de Trabajadores y Campesinos (FNTC) | 931          | 0.75         | Nuevo        | 0         | ±0        |
| |                                                     |              |              |              |           |           |
| Total | Total                                               | 123,491      |              |              | 19        | ±0        |
| |                                                     |              |              |              |           |           |
| Votos válidos                                                                                               | Votos válidos                                       | 123,491      | 72.87        | –13.91       |           |           |
| Votos en blanco                                                                                             | Votos en blanco                                     | 15,990       | 9.44         | +5.45        |           |           |
| Votos nulos                                                                                                 | Votos nulos                                         | 29,985       | 17.69        | +8.45        |           |           |
| Votos emitidos                                                                                              | Votos emitidos                                      | 169,466      | 79.82        | –3.81        |           |           |
| Abstenciones                                                                                                | Abstenciones                                        | 42,848       | 20.18        | +3.81        |           |           |
| Votantes registrados                                                                                        | Votantes registrados                                | 212,314      |              |              |           |           |
| |                                                     |              |              |              |           |           |
| Fuente: |                                                     |              |              |              |           |           |
| Notas al pie: 1 Comparado con los resultados del Partido Popular Cristiano (PPC) en las elecciones de 1986. |                                                     |              |              |              |           |           |
| Notas al pie:                                                                                               |                                                     |              |              |              |           |           |
| 1 Comparado con los resultados del Partido Popular Cristiano (PPC) en las elecciones de 1986.               |                                                     |              |              |              |           |           |

## Elecciones municipales distritales

### Resultados por distrito
La siguiente tabla enumera el control de los distritos de la provincia de Piura. El cambio de mando de una organización política se resalta del color de ese partido.
| Distrito               | Alcalde(sa) titular        | Partido político | Partido político         | Alcalde(sa) electo(a)      | Partido político | Partido político                |
| ---------------------- | -------------------------- | ---------------- | ------------------------ | -------------------------- | ---------------- | ------------------------------- |
| Bellavista de la Unión | Pedro Aldana Puescas       |                  | Partido Aprista Peruano  | Dionisio Chully Antón      |                  | Unidad Bellavistina             |
| Bernal                 | Luis Mendoza Ayala         |                  | Partido Aprista Peruano  | Julián Bernal Amaya        |                  | Partido Aprista Peruano         |
| Castilla               | Ezequiel Costa Seminario   |                  | Partido Aprista Peruano  | Daniel Valiente Heredia    |                  | Frente Democrático              |
| Catacaos               | Pablo Rentería Arrunátegui |                  | Partido Aprista Peruano  | José More López            |                  | Izquierda Unida                 |
| Cristo Nos Valga       | Oswaldo Quezada Chunga     |                  | Partido Aprista Peruano  | Manuel Rumiche Rumiche     |                  | Frente Democrático              |
| Cura Mori              | Mercedes Ramos Morales     |                  | Partido Aprista Peruano  | José Vílchez Vílchez       |                  | Acuerdo Socialista de Izquierda |
| El Tallán              | Juan Mechato Estrada       |                  | Partido Aprista Peruano  | Teófilo Yovera Fernández   |                  | Izquierda Unida                 |
| La Arena               | Emeterio Macalupú Sernaque |                  | Partido Aprista Peruano  | Emeterio Macalupú Sernaque |                  | Partido Aprista Peruano         |
| La Unión               | Carlos Bayona Ubillús      |                  | Partido Aprista Peruano  | Luis de la Cruz Acaro      |                  | Intereses de La Unión           |
| Las Lomas              | Justo Gil Soto             |                  | Partido Aprista Peruano  | Miguel Castillo Delgado    |                  | Frente Democrático              |
| Rinconada-Llícuar      | Lino Bayona Martínez       |                  | Lista Independiente N° 5 | Teófilo Vite García        |                  | Hijos del Pueblo                |
| Sechura                | Manuel Amaya Pazo          |                  | Partido Aprista Peruano  | Justo Eche Morales         |                  | Izquierda Unida                 |
| Tambo Grande           | Ramón Celi Soto            |                  | Partido Aprista Peruano  | Manuel Reyes Temoche       |                  | Izquierda Unida                 |
| Vice                   | Gualberto Rodríguez Aldana |                  | Partido Aprista Peruano  | Vicente Gonzales Rumiche   |                  | Frente Democrático              |